# Bahnbetriebswerk Molnby

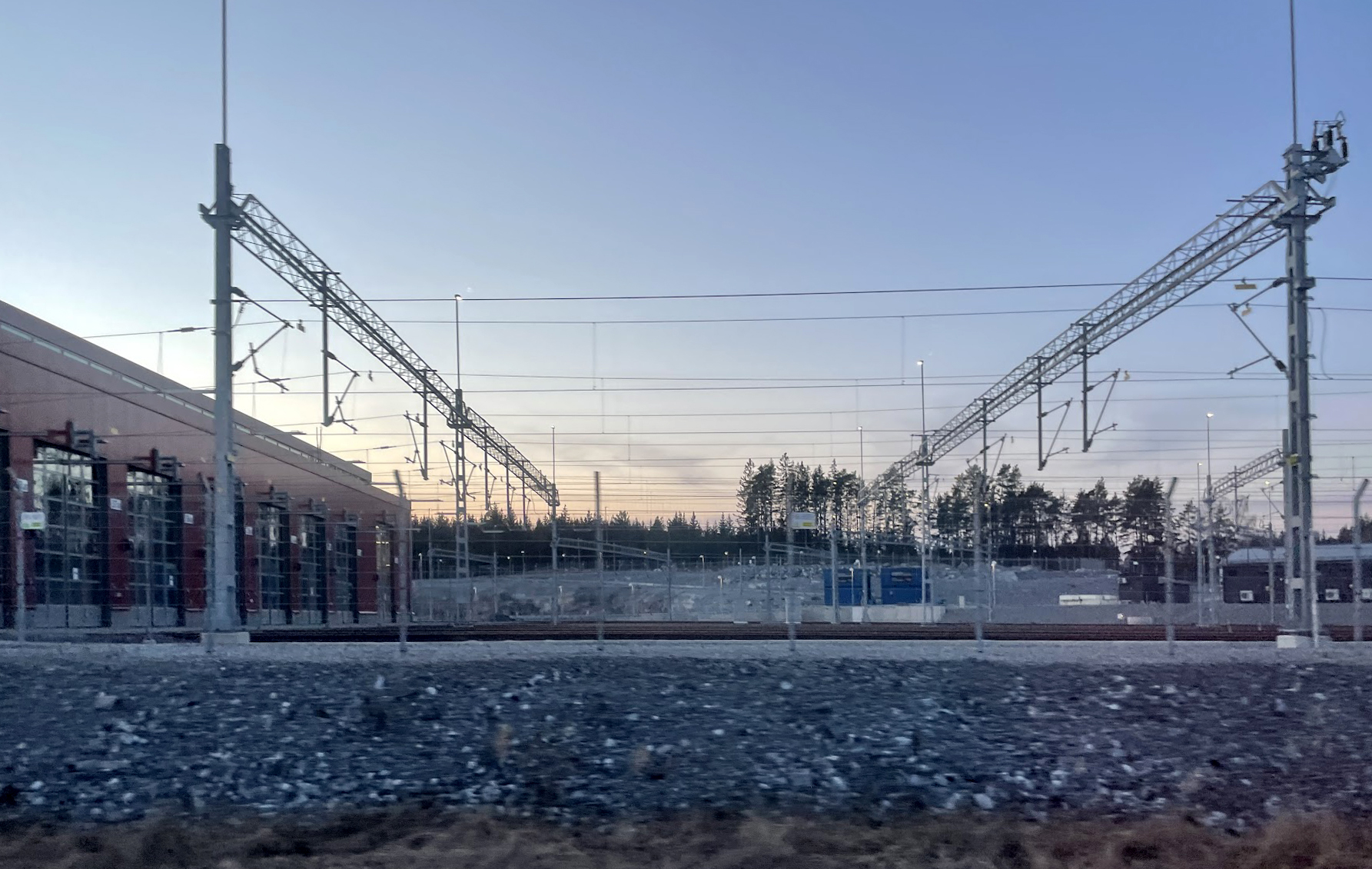
Bahnbetriebswerk Molnby in Vallentuna

Das Bahnbetriebswerk Molnby (schwedisch depå) ist ein Bahnbetriebswerk zum Unterhalt von Triebzügen der Baureihe SL X15p der Roslagsbanan. Das Betriebswerk liegt in der schwedischen Gemeinde Vallentuna und wird auch als Vallentunadepån bezeichnet.

## Geschichte
Durch die 2016 erfolgte Bestellung von neuen Triebzügen der Baureihe X15p durch Storstockholms Lokaltrafik (SL) reichte der Platz in den beiden bisher vorhandenen Betriebswerken Stockholm östra und Mörby nicht mehr aus. Um Platz für die Wartung der neuen Fahrzeuge zu schaffen, wurde im Zeitraum 2017–2019 ein neues Betriebswerk in Molnby errichtet.
Das Depot in Vallentuna dient dem Abstellen und der Wartung der 60-Meter-Fahrzeuge. Es ist die Voraussetzung, um die zukünftige Kapazitätssteigerung auf der Roslagsbana bewältigen zu können.
Vor Baubeginn wurden auf dem 15 ha großen Areal in den Jahren 2016 und 2017 archäologische Untersuchungen auf dem an antiken Denkmälern reichen Gelände durchgeführt. Im November 2016 wurde in einem 3000 Jahre alten Grabhügel ein Fund aus 163 Silbermünzen, sogenannten Dirhem, gemacht. Der Schatz ist einer der größten, der in Uppland gefunden wurde.
Gleichzeitig erfolgte die Planung und die Vergabe der Bauaufträge. Der Baubeginn war in der ersten Hälfte des Jahres 2017, die Arbeiten wurden 2020 abgeschlossen.
Das neue Betriebswerk besitzt eine Abstellhalle, eine Werkstatthalle, eine Raddrehbank für Bestands- und Neufahrzeuge, eine Gleichrichterstation, ein Fernheizwerk, ein Bürogebäude für Verwaltung, Personalraum und Lager. Anschlussgleise führen zum Bahnhof Molnby.

## Ausblick
Das Betriebswerk in Molnby wird stufenweise gebaut und am Ende in der Lage sein, das Betriebswerk in Mörby und Teile des Betriebswerkes Stockholms Östra zu ersetzen. Die erste Ausbaustufe wurde für mindestens 22 neue Züge der Baureihe X15p geplant. In der zweiten geplanten Stufe erfolgt der Ausbau auf eine Werkstattkapazität für insgesamt 67 Züge sowie weitere Abstellplätze. Die vorhandenen Arbeits- und Bestandsfahrzeuge (101 Einheiten) werden weitere 10 bis 15 Jahre vorgehalten.